# (1094) Siberia
(1094) Siberia – planetoida z pasa głównego asteroid.

## Odkrycie
Została odkryta 12 lutego 1926 roku w Obserwatorium Simejiz na górze Koszka na Półwyspie Krymskim przez Siergieja Bielawskiego. Nazwa planetoidy pochodzi od Syberii, krainy geograficznej w Rosji. Przed nadaniem nazwy planetoida nosiła oznaczenie tymczasowe (1094) 1926 CB.

## Orbita
(1094) Siberia okrąża Słońce w ciągu 4 lat i 23 dni w średniej odległości 2,54 au. Planetoida należy do rodziny planetoidy Eunomia.